# Àlvar Agustí
Àlvar Agustí García-Navarro (Barcelona, 1956) es un profesor universitario, neumólogo e investigador español, reconocido por sus aportaciones al conocimiento de la enfermedad pulmonar obstructiva crónica (EPOC).

## Biografía
Alvar Agusti nació en Barcelona. En su infancia había soñado con ser astronauta, pero debido a la influencia de su padre, en aquel entonces un conocido neumólogo español, decidió dedicarse a la medicina. Se licenció en Medicina por la Universidad de Barcelona en 1979 y alcanzó el doctorado en 1985 con una tesis sobre lo que se conoció como síndrome hepatopulmonar. Más tarde, se trasladó a la Universidad de Chicago, Illinois, donde de 1989 a 1991 estuvo bajo la dirección de Paul Schumacher, redactor jefe del American Journal of Respiratory Cell and Molecular Biology. Bajo su dirección desarrolló un modelo in vitro de tejido de hipoxia. En 2009, regresó a su ciudad natal, donde es director del Instituto Respiratorio del Hospital Clínico.
Agustí ha sido pionero en la descripción de un componente autoinmune causante de la EPOC, así como en el estudio de nuevas formas de entender la complejidad fenotípica y biológica de la enfermedad a través del análisis de redes. Autor de más de 400 artículos en varias revistas científicas, entre sus trabajos más recientes (2018) destaca la demostración de que las personas que alcanzan la edad adulta con una función pulmonar reducida por mal desarrollo pulmonar, sufren mayores problemas cardiovasculares y metabólicos que la población sana.
Desde 2016 preside la Global Strategy for the Diagnosis, Management and Prevention of Chronic Obstructive Lung Disease (GOLD) para el tratamiento de la EPOC. Ha sido editor del American Journal of Respiratory and Critical Care Medicine, es miembro de la American Thoracic Society, es académico numerario de la Real Academia de Medicina de las Islas Baleares y tiene becas del Royal College of Physicians de Edimburgo y de la European Respiratory Society, entidad de la que también es miembro. En 2018 recibió uno de los Premios de Investigación Biomédica organizados por la Fundación Lilly.